# Roger McGough
Roger Joseph McGough (Litherland, 9 novembre 1937) è un poeta, drammaturgo e autore per bambini britannico.
Attualmente è il presentatore del programma Poetry Please su BBC Radio 4.

## Biografia
Biografia
McGough è nato a Litherland, nel Lancashire. Ha studiato all'Università di Hull. Negli anni '60 ha vissuto nel Merseyside, dove, oltre a lavorare come insegnante, ha organizzato eventi artistici con John Gorman. I due, insieme a Mike McCartney, hanno formato il trio musicale The Scaffold. Nel 1966, il gruppo ha firmato un contratto con Parlophone. Il gruppo ottenne diversi successi, arrivando persino al numero uno della UK Singles Chart nel 1968 con il singolo "Lily the Pink". McGough ha scritto la maggior parte delle canzoni del gruppo.
McGough è stato anche l'autore della maggior parte dei dialoghi comici per il film Yellow Submarine, anche se non è stato accreditato come tale. Durante questo periodo, una selezione delle sue poesie fu pubblicata, insieme ad altre poesie di Adrian Henri e Brian Patten, in un volume intitolato The Mersey Sound (1967).
McGough ha ricevuto numerosi premi, tra cui il Cholmondeley Award nel 1998. Nel 2004 è stato nominato Commendatore dell'Ordine dell'Impero Britannico.

## Opere

### Poesia
- Collected Poems (2003)
- Everyday Eclipses (2002)
- Dotty Inventions (2002)
- The Way Things Are (1999)
- Until I Met Dudley (1997)
- Ferens, the Gallery Cat (1997)
- Pen Pals: A New Poem (1994)
- Defying Gravity (1992)
- Selected Poems, 1967-1987 (1989)
- Counting by Numbers (1989)
- Worry (1987)
- Noah's Ark (1986)
- Melting into the Foreground (1986)
- Crocodile Puddles (1984)
- Waving at Trains (1982)
- Unlucky for Some (1980)
- Holiday on Death Row (1979)
- Frinck, A Life in the Day of, and Summer with Monika: Poems (1978)
- Mr Noselighter (1976)
- In the Glassroom (1976)
- Sporting Relations (1974)
- Gig (1973)
- Out of Sequence (1972)
- After The Merrymaking (1971)
- Watchwords (1969)
- Summer with Monika (1967)

### Libri per bambini
- Slapstick (2008)
- What on Earth? (2002)
- Moonthief (2002)
- Good Enough to Eat (2002)
- Bad, Bad Cats (1997)
- The Kite and Caitlin (1996)
- Stinkers Ahoy! (1995)
- The Magic Fountain (1995)
- Lucky (1993)
- Another Custard Pie (1993)
- My Dad's a Fire-Eater (1992)
- The Lighthouse that Ran Away (1991)
- Pillow Talk (1990)
- Helen Highwater (1989)
- An Imaginary Menagerie (1988)
- Nailing the Shadow (1987)
- The Stowaways (1986)
- The Great Smile Robbery (1982)